# Giurgiova, Caraș-Severin
Giurgiova (română 1924: Jurjova) este un sat în comuna Goruia din județul Caraș-Severin, Banat, România.

## Legături externe

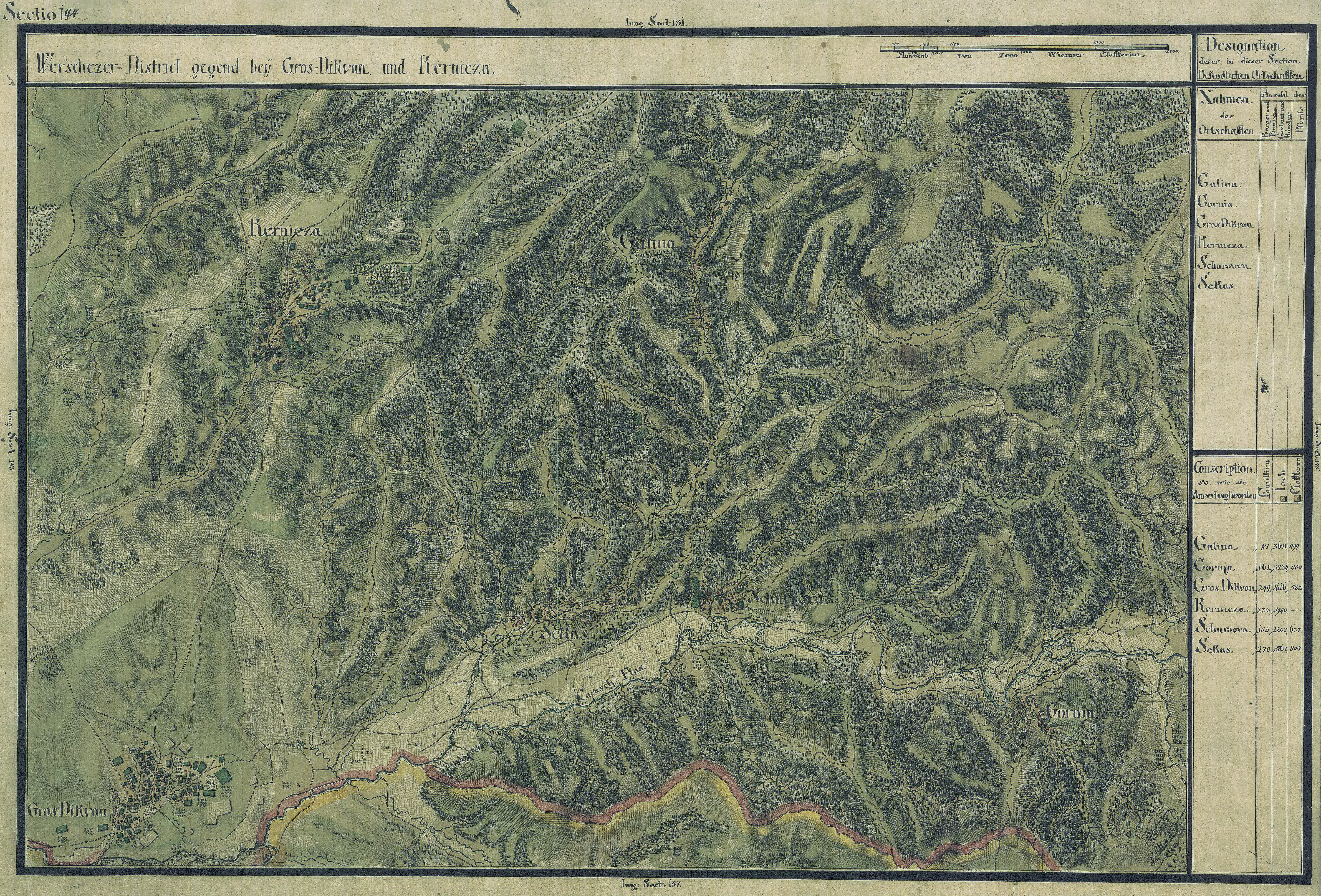
Giurgiova în Harta Iosefină a Banatului, 1769-72